# 尖閣諸島関連年表
尖閣諸島関連年表（せんかくしょとうかんれんねんぴょう）は沖縄県石垣市登野城尖閣の尖閣諸島に関する歴史年表。

## 明治維新以前

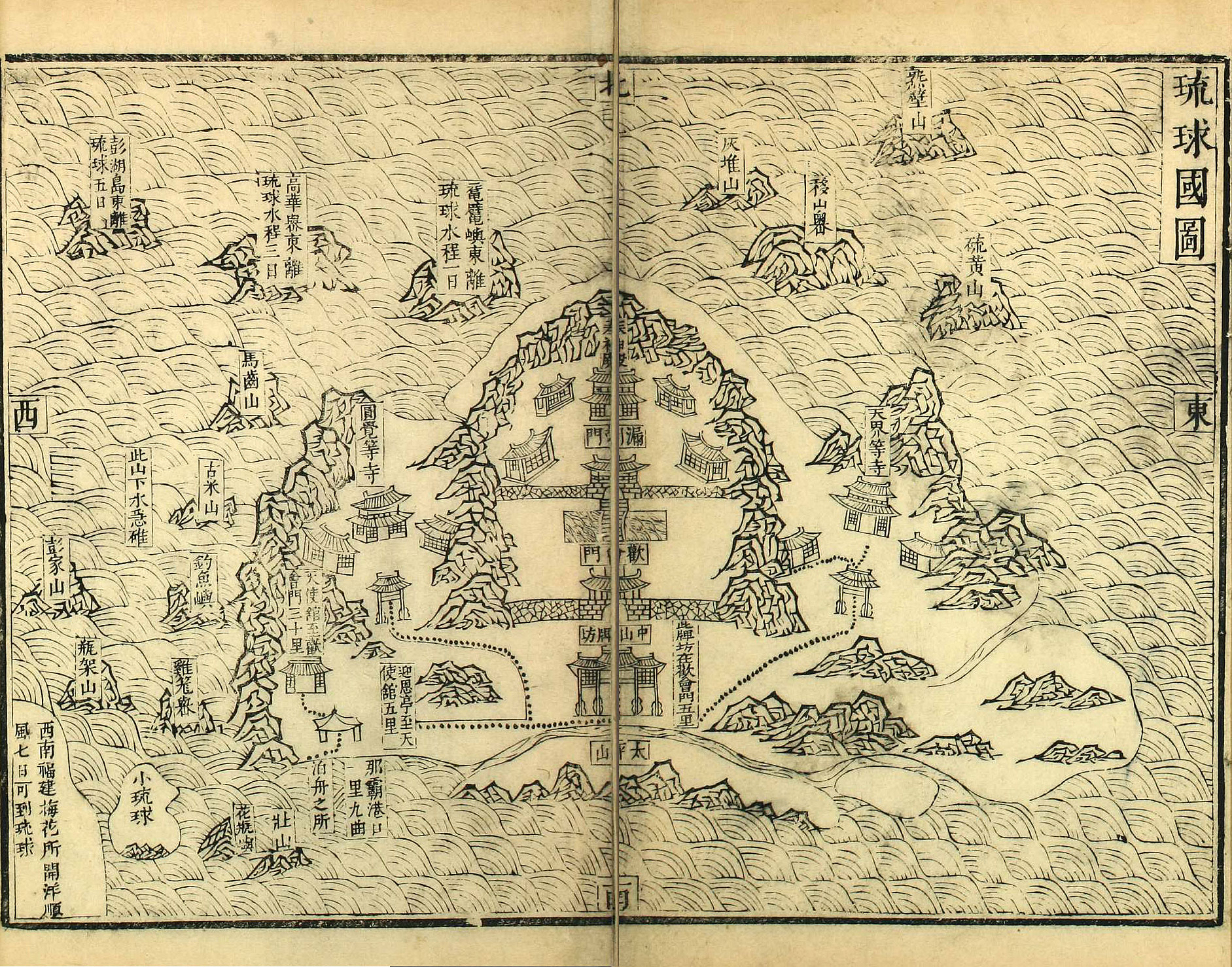
鄭若曾の『琉球図説』（16世紀）。「琉球国図」の中に釣魚嶼が描かれている。

- 1350年：琉球で英祖王統が滅び三山時代が始まる。
- 1368年：明国の建国。
- 1372年：明国が楊載を招諭使として琉球に送り、それに応じ琉球中山王の察度が朝貢。この時、釣魚嶼（尖閣）の記録は無い。以後、琉球から明国、清国に進貢船などの使船が241回も派遣される。これに対し明国、清国側は琉球へ23回の冊封使しか派遣していない[1]。
- 琉球の統一
  - 1406年：尚巴志が中山王の察度王統を滅ぼし父尚思紹を中山王とする。
  - 1429年：第一尚氏琉球統一。
  - 1469年：尚円が第一尚氏を滅し第二尚氏を開く。
- 1461年：明国勅撰『大明一統志』（だいみんいっとうし）に、福建省と浙江省の東端が「海岸まで」と明記される。一例として福建省福州府の條に曰く「東のかた海岸に至る一百九十里」と。百九十里（現在の約百キロメートル）は、福州の本府所在地から海岸までの距離である。他の各地も同樣であり、明国の領土は海岸までであったことを示す[2]。『大明一統志』はその後何度か増補重刊された。
- 1534年：琉球の貿易船が明国に入港、更に琉球から迎接船が入港、琉球人の水先案内人が同船し明国の琉球冊封使・陳侃（ちんかん）を琉球に案内した。その報告書『使琉球録』に「（五月）十日、南風甚だ迅く、舟行飛ぶが如し。然れども流に順ひて下れば、（舟は）甚だしくは動かず、平嘉山を過ぎ、釣魚嶼を過ぎ、黄毛嶼を過ぎ、赤嶼を過ぐ。目接するに暇あらず。…（略）…十一日夕、古米山（今の久米島）を見る。乃ち琉球に属する者なり。夷人（冊封使の船で働いている琉球人）舟に鼓舞し、家に達するを喜ぶ。」とある(尖閣諸島は中国領と主張する歴史家の井上清による）[3]。
- 1560年：『歴代寳案』巻三十に、「琉球國王が天使(冊封使)の船を導引して琉球國に到らしむ」と記録される。この年福建に渡航して、1561年の明国の琉球使節郭汝霖を導引したことを指す[4]。
- 1561年：明国の琉球使節郭汝霖が上奏文[5] で「嘉靖40年5月28日に洋行を始め、行きて閏5月3日に至り、琉球の境に渉る。界地は赤嶼と名づけられている」と記す[6]。「赤嶼(せきしょ)」は現在の大正島。同じ郭汝霖の『重編使琉球録』によれば閏5月6日の午刻でもまだ久米島に到達しない[7]。
- 1562年：明国の冊封使・郭汝霖の報告書『重編使琉球録』[8] に「閏五月初一日、釣嶼を過ぐ。初三日、赤嶼に至る。赤嶼は琉球地方を界する山なり。再一日の風あらば、即ち姑米山（今の久米島）を望む可し」とある[3][9]。
- 16世紀：明国の鄭若曾[10] 著『琉球國説』の「琉球國図」に琉球国及び福建省とともに「釣魚嶼」が描かれる。
- 1570年：長崎開港。
- 1570年頃：手書きの航路書『順風相送』の末尾附近に「釣魚嶼」が記載され[11]、また「長崎に佛郎蕃(ポルトガル人)がゐる」及びマニラの「銃城」（要寨）が記録される[12][13]。
- 1573年：マニラ要寨が建設される。
- 1579年：蕭崇業「使琉球録」に曰く、「彼の國の夷船、汛期なるを以て、宜しく境上に候ふべし。乃ち戊寅（西暦1578）年、獨（ひと）り爽（たが）ひて至らず」と。汛（しん）とは季節風である。年末の季節風に乘って琉球船が福建に來航し、翌年使節船が出航するまで「境上」で伺候するのが通例だったという意である[14]。
- 1606年：夏子陽「使琉球録」に曰く、「渡海所用の金銀酒器、共じて二百三十餘兩を以て、これを境上に追送す」と。使節船が琉球へ出航する前に、福建の長官が国境附近まで金銀酒器を屆けて來たという記述である。尖閣でなく大陸の海岸を指す[14]。
- 1616年：明国の「湘西紀行」「東西洋考」「盟鷗堂集」によれば、元和二年（1616年）、日本から台湾征討のため派遣された使者明石道友が漂流し、福建沿岸の東湧島（今の馬祖列島東端）に停泊した。その際、明国の偵察員に対し「大明の境界に入らず」（明国の領土には立ち入っていない）と述べた。明石は出航前にも、長崎代官から「天朝の一草一粒をも犯すを許さず」（明国の領土に立ち入るな）と厳命されていた[15]。
- 1617年：明国の公式日誌『皇明実録』の中の皇帝への上奏文として納められている8月の記述に、海道副使(沿岸を守る地方長官)韓仲雍が長崎からの使者(明石道友)を逮捕・尋問した際、明国の支配する海域が沿岸から約40キロメートルの東湧島（現在の馬祖列島東端・東引島）など島々を明示し、その外側の海は「華夷の共にする所なり」とし中国でも他国でも自由に使える海域だと明石道友に対して説明したとある[16][17]。
- 1635年頃： 鎖国以前の長崎〜呂宋間の朱印船航路を記録した「寛文航海書」（佐倉、国立民俗学博物館蔵）に、「レイシ島から南南西に進むと與那國島に至る」と記載される。レイシ島は尖閣諸島である[18]。
- 1644年：清国が明国を滅ぼし中国を支配する。
- 1662年：冊封使張學禮は福州より出航し、翌日の記載に曰く「白水一線有り、南北に横亙す。舟子曰く分水洋を過ぎたりと。此れ天の中外を界する所以の者なり」と（使琉球記）[19]。
- 1683年：6月、清国の汪楫が福州を出航し、福建沿岸約15キロメートルの東沙山（馬祖列島の一つ）で「閩山の盡くる處」(福建省の終り)と記録して[20]、その後尖閣航路を通過して琉球国に至った。
- 1683年末 台湾西南部沿海地區が武力により清国の統治下に入る。
- 1650年：羽地按司朝秀(のちの向象賢)が著書『琉球国中山世鑑』で釣魚諸島と表記[3][21]。ただし、陳侃の『使琉球録』からの航路記事を抄録したもの[3]。
- 1686年：清国の冊封使・汪楫の報告書『使琉球雑録』巻五に、「（康煕廿二年六月）二十四日（1683年7月18日）の天明に及び、山を見れば、則ち彭佳山なり…辰刻に彭佳山を過ぎ、酉刻に釣魚嶼を遂に過ぐ。…二十五日、山を見る、まさに先は黄尾後は赤尾なるべきに、何も無く赤嶼に遂至す、未だ黄尾嶼を見ざる也。薄暮、郊（原註：或は溝に作る）を過ぐ。風涛大におこる。…之を久しうして始めてやむ。（汪楫は）問ふ、『郊の義は何に取れるや？』と。（相手は）曰く、『中・外の界なり』と。」とある。
- 1708年：琉球士族、唐名・程順則（大和名・名護親方寵文、1663年 - 1734年）の著した『指南広義』（1708年）に「釣魚台」「赤尾嶼」「黄尾嶼」「姑巴甚麻」の表記があるが[3]、姑米山（久米島）を「琉球西南方界上鎮山」と記し、釣魚島・黄尾嶼・赤尾嶼は琉球境内に組み入れていない[22]。
- 1717年：康煕帝がイエズス会の宣教師に命じて1699年から中国全土で大規模な測量を行い作製させた初の近代的地図『皇輿全覧図』には台湾西海岸や澎湖諸島は描かれているが、台湾東海岸も尖閣諸島も描かれていない。
- 1743年：乾隆帝の命で編纂された地理書『大清一統志』の第335巻と同本収録の「台湾府図」において、それぞれ「北至鶏籠城」「鶏籠城界」と書かれており、鶏籠城（現・基隆市）が台湾の北東端と記されている。この書において、尖閣諸島は台湾に含まれていない[23]

。
- 1743年：清の署理福建巡撫・周學健の上奏文に、同年五月に琉球国の官船の出国記録があり、出国後に馬祖列島まで護送したと述べる（中国第一歴史档案館「中琉歴史関係档案」）[14]。
- 1756年：清国の冊封使、全魁が『乘槎集』の十四首の漢詩で西から東への航路を詠じる。その第五首で中国大陸が遠く消え去り、第六首で螺旋形（巻き貝）の如き「釣魚臺」を遠望する。第七首で大洋を高速で進み、第八首で華夷の界を詠じ、第九首で黄尾嶼が赤尾嶼に連なると詠じる。詩中の「釣魚臺」から黄尾嶼までの間は長距離であるが、尖閣魚釣島から黄尾嶼（久場島）までの間は30キロメートルの短距離であり、一致しない[25]。
- 1785年：日本の学者・林子平（はやし しへい）によって書かれた『三国通覧図説』という書物に付属している『琉球三省并三十六嶋之圖』という地図で、尖閣諸島が台湾と異なる色に塗られている。更に当時の福建省台湾府の台湾県・鳳山県・諸羅県は中国福建省とは異なる黄色で塗られている[26][27]。
- 1804年：ドイツのシュティーラー「支那地圖」(Charte von China)ではラペルーズの探査記録にもとづき、釣魚臺を琉球の欄線中に置き、琉球と同じ黄色に塗る。該図は地方行政単位で分色し、琉球欄中の薩摩国を赤色に塗る[28]。
- 1819年：具志川家『向姓家譜』・「十二世尚鴻基」に[29] よれば、この年の陰暦九月十八日、琉球國の王族向鴻基（今歸仁朝英）が公務を帯びた船で「魚根久場島」に至り、三日間飲み水を搜した。更に帆柱を失った状態で漂流して與那國島まで四日間で到達した[30][31]。
- 1843年：11月30日、イギリス軍艦H.M.S.サマラン号が八重山に寄港し測量する。
- 1844年：1月、サマラン号が宮古島に寄港し測量する。
- 1845年：6月、英艦サマラン号が福州の琉球館に島々の測量を申請した後、与那国、石垣、尖閣諸島を測量して那覇に入港、8月6日には長崎に入港する、その後再び那覇に入港[32]。
- 1845年：英艦サマラン号が尖閣海域に到達した際の航海録では、魚釣島を指す「Hoa-pin-san」（花瓶山）について「八重山の水先案内人若干名は、この島名を以ては知らなかった」（not known by this name by our Pa-tchung-san pilots）、また「今までこの附近の諸地名の認定は急ぎ過ぎた」（the names assigned in this region have been too hastily admitted）と述べる[33]。
- 1852年：台湾の宜蘭の官製地理書『葛瑪蘭廳志』の「蘭界外」(宜蘭境界の外)の項目で、釣魚台について述べる[34]。
- 1859年：この年から3〜4年の間に、琉球国の通事大城永保は、清国へ2〜3度航海した帰路、魚釣島・黄尾嶼（久場島）、赤尾嶼（大正島）を実見した。そして南方へ通商の途中で魚釣島に接岸して、これら三島の地勢・植物・鳥類を調査した。石澤兵吾が1885年（明治18年）9月21日報告書に示されている[35]。
- 1867年以後、イギリス海軍刊『The China Sea Directory』第四巻の諸版本で、尖閣は宮古諸島に属する[36]

## 明治維新から第二次世界大戦まで
- 1868年：ドイツの「シュティーラー氏ハンドアトラス」(1868年製作)で、尖閣の西側に境界線を描く[37]。
- 明治維新
  - 1868年：1月3日、王政復古、中央政府が江戸幕府から朝廷へ移る。
  - 1869年：7月25日、版籍奉還、土地と人民は明治政府の所轄する所となるが各大名は知藩事として引き続き藩の統治に当たる。
  - 1871年：8月29日、在東京の知藩事を皇居に集めて廃藩置県を命じ、藩は県となって知藩事は失職。旧知藩事へ東京への移住を命じる。
- 1869年：ドイツのシュティーラー製「支那東部及び高麗圖」(Karte vom östlichen China & Korea)で尖閣の西側に界線を描く[38]。
- 1871年：牡丹社事件発生。台湾南部に漂着した琉球国宮古島の住民66人の内54名が「牡丹社」という排湾族原住民に殺害される。明治政府は清国に対して事件の賠償などを求めるが、清国政府はこの地域は管轄外として拒否。
- 琉球処分
  - 1872年：9月14日琉球王国を廃止して琉球藩を設置。
  - 1879年：3月11日琉球藩の廃止を布達し、鹿児島県に編入。同年4月4日に沖縄県を設置。国王（藩主）であった尚泰は侯爵に叙せられ、東京への定住を命ぜられる。
  - 日本の琉球処分に反対する清国に対し、日本は日清修好条規への最恵国待遇条項の追加とひき替えに旧琉球王国南部の先島諸島の清国への割譲を提案し仮調印したが、李鴻章の反対により琉球帰属問題が棚上げ状態になった。（日清戦争により撤回）
- 1873年、台湾知府周懋琦(しうぼうき)著の地理書「全臺圖説」の奇來（花蓮）の項目に、「釣魚台」が記録される [注釈 1]。
- 1874年：前年の1873年、日本政府は牡丹社事件について清国に再度問いただすが、台湾先住民は「化外」であり、清国の統治のおよばぬ領域での事件であると回答してきたので台湾出兵を行い牡丹社など事件発生地域を占領する。清国は日本軍の出兵を保民の義挙と認め、遭難民に対する撫恤金（見舞金）10万両（テール）、戦費賠償金40万両の計50万両を日本側に支払い、生蕃取締を保証したので日本軍撤退。
- 1875〜1878年 清国開山撫蕃の武力征討により、台湾東部の奇來（花蓮）が清国の統治下に這入る。
- 1879年
  - 内務省地理局発行の『大日本府県管轄図』に魚釣島が日本領土として記載される、公的に魚釣島領有の意思を示した最初の地図。
  - 個人発行の『大日本全県地図』、英文の『大日本全図』松井忠兵衛編、および、同じく個人発行の『大日本全図』柳田赳編にも、尖閣諸島が沖縄列島の中に日本領土として記載される。
- 1884年
  - 福岡県出身の実業家・古賀辰四郎が久場島に人を派して探検させた後、開拓に着手させる。
- 1885年
  - 清国への朝貢船乗組員大城永保が1859年以後に尖閣諸島に接岸し、無人島であることを調査し、1885年に至って沖縄県庁の石澤兵吾に報告した[40]
  - 9月6日、上海の新聞『申報』は、英字新聞Shanghai Mercury(文匯報)を引用し、臺灣の東北側の小島に日本人が上陸し、日章旗を立てたと報じた。
  - 古賀辰四郎が尖閣諸島での事業展開のため沖縄県に借地契約を請求。古賀の請求を受けて沖縄県庁は内務省に相談。内務省は沖縄県庁にこの島の調査を内々に命令する。
  - 9月22日：沖縄県令・西村捨三は、「久場島、魚釣島は、古来より本県において称する島名ではあり、しかも本県所轄の久米・宮古・八重山等の群島に接近している無人の島であるので沖繩県下に属しているのであるが、『中山伝信録』（中国の古文書）に記載されている釣魚台、黄尾嶼、赤尾嶼と同一のものではないと言いきれないので、慎重に調査する必要がある」と、内務省に報告。雲出丸による現地調査の結果を追って伝えると連絡。
  - 雲出丸により尖閣列島および大東島の調査
  - 10月9日：内務卿山縣有朋は実地調査の結果を受け「清国所属の証拠は少しも見えない」と外務卿井上馨に報告。
  - 10月21日：外務卿井上馨は、「清の新聞が自国の領土である花瓶嶼や彭隹山を日本が占領するかもしれないなどという風説を流していて、清の政府や民衆が日本に対して猜疑心を抱いている。此んな時に、久場島、魚釣島などに国標を建てるのは徒に不安を煽るだけで好ましくない」として「国標を建て開拓等に着手するは、他日の機会に譲り候方然るべしと存じ候」と山縣に回答。
  - 11月5日：沖縄県令は、「出雲丸報告書で熟考すると、最初は何方に属するかは甚だ決断しないで上申したが、今回の復命及び報告書によれば、本県の所轄と決定した。」として本県所轄の標札建設を上申した。
  - 11月24日：沖縄県令は国標建設について、「清国との関係がないともいえず、万一不都合が生じては申し訳ないので、どうするべきか早く指揮してほしい」との上申書を内務卿へ提出。
  - 『日本沖縄宮古八重山諸島見取図』賀田貞一編にも尖閣諸島が沖縄列島の中に日本領土として記載される。
- 1886年
  - 長崎事件。
  - 『大日本測量全図』下村孝光編にも尖閣諸島が沖縄列島の中に日本領土として記載される。
- 1887年：『スタンフォード世界地理圖册』（Stanford's London atlas of universal geography）の「支那」（China）で、尖閣の西方に1868年のシュティーラー図と異なる形態の界線を描く[41]。
- 1887年：軍艦「金剛」の発着記録によれば同艦は水路部測量班長・加藤海軍大尉を乗船させ，同年6月に那覇から先島群島（尖閣諸島方面）に向かい宮古、八重山を調査。尖閣列島付近を通過[注釈 2]。
- 1889年及び1892年，ドイツの百科全書《Meyers Konversations-Lexikon》が釣魚島の西側で界線を描く[42]。
- 1890年1月13日：沖縄県知事・丸岡莞爾が国標を建てる事を国に要請。
- 1890年：糸満村民78名が尖閣に上陸し、三ヶ月間にわたり巨額の漁利を得た。沖縄県庁はこれに対して聴き取り調査を行なった[43]。
- 1891年：熊本県の伊沢矢喜太が魚釣、久場島に沖縄漁民とともに渡航し、海産物とアホウドリを採集する。
- 1892年：軍艦「海門」が尖閣列島を調査。[要出典]
  - 沖縄群島探検并復命書：海軍省の公文備考・艦船下水路兵員巻4の軍艦海門沖縄群島探検并復命書の中で、沖縄県知事の丸岡莞爾が久米赤島、久場島、魚釣島の三島を調査未済島嶼（調査の済んでいない島）として報告しており、[44] 海軍側の調査の必要性に関する質問に対し沖縄県側が「久米赤島・魚釣島・久場島三島は先の踏査不十分のため右二島探検の序を以て今一度探検ありたしとの主意に外ならず」と回答した記述がある。[45] また、この際の航海図も海門が北大東島と南大東島とラサ島(現・沖大東島)を調査し、尖閣諸島は調査していない事を示している。
- 1893年：花本外三名が久場島に赴く。
- 1893年：伊沢矢喜太が再び赴き海産物とアホウドリを採集する。
- 1893年：6月、下益城郡の井澤彌喜太、悪石島の有川岩助、および山川町 (鹿児島県)の満石良助の三名は八重山(石垣島)より「胡馬島に向かって航往」する際、風に遭って漂流し、付近の台湾に行ってから帰国しようとした。胡馬島(くばしま)は尖閣である。しかし福建に漂流し、福建の海防道員(長官)に保護され、日本の駐上海総領事館から日本に送還された。同年12月、外務大臣陸奧宗光の命により、上海領事館は井澤が「胡馬島に向かって航往する」途中で漂流して救助された事につき、福建道員に謝意を伝えた。福建道員からの返信では「胡馬島に向かって航往す」等の全文を引いて、国内各職に「呈報移行」(報告及び通知)することを承諾した[46]。
- 1893年11月2日：沖縄県知事・奈良原繁が国標を建てる事を国に要請。
  - ※時期は確定できないが、このころ、古賀辰四郎による開拓が本格化。船着場や鰹節工場を建設。
- 1894年
  - 5月12日：沖縄県知事の奈良原繁から内務省県治局長の江木千之に宛てた尖閣諸島の調査報告である「秘第12号ノ内 復第153号 内務省県治局長宛書簡」の中で「十八年中県属警部等派出踏査せしめ候。以来更に実地調査致ささるを以て確報難、」（「明治18年(1885年)の県属警部による踏査以来実地調査を行っていないため正確なことは報告できない」）とする記述や、「該島に関する旧記書類及我邦に属せし証左の明文又はロ碑の傳説等も無、」（「該島に関する旧記書類および我国に属せし証拠の明文又は口碑の伝説等もこれ無し」）との記述がある[47]。
  - 7月：朝鮮を巡る対立から日清戦争が勃発。
  - 12月15日：標識建設について、「島は別に従来何れの領土とも決まっていない。地形上沖繩群島中の一部と認めるべきは当然の義」として、閣議提出が上申された。
- 1895年
  - 1月11日：外務大臣・陸奥宗光は、内務大臣・野村靖に国標を建てることに同意すると伝える。
  - 1月14日：日本政府が尖閣諸島の沖縄県への編入を非公開の閣議で決定し、正式に日本領とした。しかし、この決定は尖閣諸島を今まで領土とした国がないことから周辺国には特に伝えられなかった。
  - 1月21日：内務大臣から沖縄県知事に魚釣、久場両島に沖縄県所轄の標杭を建てるよう指令。
  - 4月17日：日清講和条約（下関条約）が締結され終戦。清が台湾と澎湖諸島を日本に割譲。
  - 6月10日：古賀辰四郎が「官有地拝借願」を内務省に提出。
- 1896年：実効支配の始まり。日本政府が古賀辰四郎への30年の無償貸与を許可。
- 1900年：沖縄県師範学校教諭黒岩恒が「尖閣列島」と命名する(尖閣諸島は中国領と主張する歴史家の井上清による)[3]。
- 1912年：中華民国が樹立され清が滅亡。
- 1918年：古賀辰四郎、死去。事業は息子の古賀善次が継承。

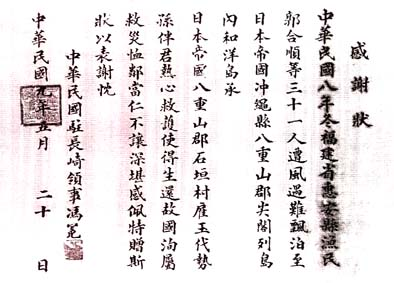
中華民国駐長崎領事・馮冕から石垣島島民への感謝状

- 1920年：中華民国駐長崎領事・馮冕より魚釣島に前年漂着した遭難者（福建省恵安の漁民）の救護に対し、当時の石垣村長・豊川善佐、石垣村衛生係雇・富田孫伴こと玉代勢孫伴（たまよせそんばん）、尖閣諸島を開拓した古賀辰四郎の子息の古賀善次らに感謝状が贈られる。それには尖閣諸島のことが「日本帝國沖繩縣八重山郡尖閣列島内和洋島」と明記されていた。この感謝状は全部で4通あり、その内1通は石垣市立八重山博物館に保管されている。他、手が加えられていない（八重山博物館のものは掛け軸にする際に周囲が切断されている）当時の石垣村長である豊川善佐宛の感謝状の現存が2010年11月に判明した[48][49]。人民網は、領事から贈られたと日本側の主張する感謝状に書かれている「和洋島」は架空の名称と反論した[50]。なお、当時の川越壮介・沖縄県知事は大正9年1月21日に内務大臣への第一報で(正式名称の「魚釣島」ではなく)別名の「和平島」として通報し、その後の大正9年2月17日に外務省通商局長には一字変えて「和洋島」として通報している事がわかる[51]。
- 1932年：魚釣島、久場島、南小島、北小島の4島が古賀に対し有償で払い下げられる。
- 1940年：古賀が事業継続を断念。尖閣諸島は無人島になる。台湾と那覇を結ぶ航空機「阿蘇号」が魚釣島に不時着する事故が発生[52][53]。
- 1945年8月15日：日本、ポツダム宣言を受諾。

## 第二次世界大戦以後 1967年まで
- 1946年1月29日：「連合国軍最高司令官総司令部覚書」677号[54] により、尖閣諸島を含む南西諸島の施政権を日本から連合国に移管。
- 1949年：中華人民共和国が建国され中華民国は台湾へ逃れる（現状は内戦が途中で膠着しそのまま数十年が経過した状態であり、中華人民共和国は自らが中華民国を継承したとしている）。
- 1950年
  - 4月より琉球大学高良鉄夫による「高良学術調査団」が、尖閣列島探訪、生態調査を行う。上陸は以後1968年7月まで5度に渡る[55]。
  - 5月15日：中華人民共和国外交部が「対日和約（対日講和条約）における領土部分の問題と主張に関する要綱草案」という外交文書を作成した（2012年12月27日の項目を参照のこと）。
  - 11月頃、伊良部島の漁師たちが、南小島にカツオの加工所を造り漁師や女性従業員ら計22人が最大3か月間暮らす。
- 1951年9月8日：日本国との平和条約（サンフランシスコ平和条約）調印。
- 1952年
  - 2月29日：この日に公布された琉球列島米国民政府の米国民政府布令第六十八号「琉球政府章典」の第一条において、東径[注釈 3]一二四度四〇分の点を起点として北緯二四度東径一二二度、北緯二四度東径一三三度、北緯二七度東径一三一度五〇分、北緯二七度東径一二八度一八分、北緯二八度東径一二八度一八分の点を経て起点に至る。（改正五）」としており、尖閣諸島はこの境界内にあるため地理的管轄区域に含まれる[56][57][58]。
  - 4月28日：日本国との平和条約発効。条約第3条により尖閣諸島を含む南西諸島がアメリカ施政下に置かれる。アメリカ軍が大正島（1956年4月16日以降アメリカ海軍の艦砲と爆撃の射的して使用）および久場島（1955年10月以前はアメリカ空軍が、以降はアメリカ海軍が使用）を実弾演習地域として使用[59]。同日、日華平和条約調印。
- 1953年
  - 1月8日：中国共産党中央委員会機関紙『人民日報』が資料欄において、「琉球群島人民のアメリカによる占領に反対する闘争」と題した記事を掲載。尖閣諸島を日本名で「尖閣諸島」と表記し、琉球群島（沖縄）を構成する一部だと紹介する。
  - 12月25日：奄美諸島の日本返還に伴い、アメリカの施政権下にある琉球列島の地理的境界を再指定するため、1953年12月19日に再指定され、同年11月24日に遡及施行された、同年12月25日付の琉球列島米国民政府の米国民政府布告第二十七号「琉球列島の地理的境界」の第一条において、「琉球列島米国民政府及び琉球政府の管轄区域を左記地理的境界内の諸島、小島、環礁及び岩礁並びに領海に再指定する。北緯二十八度・東経百二十四度四十分を起点とし、北緯二十四度・東経百二十二度、北緯二十四度・東経百三十三度、北緯二十七度・東経百三十一度五十分、北緯二十七度・東経百二十八度十八分、北緯二十八度・東経百二十八度十八分の点を経て起点に至る。」としており、尖閣諸島はこの地理的境界内にあるため管轄区域に含まれている[60][61][62][63][64][65]。
- 1955年
  - 3月2日：尖閣諸島魚釣島近海で中華民国旗を掲げたジャンク船2隻による第三清徳丸襲撃事件が起こる。第三清徳丸の船員9名中2名が射殺され4名が行方不明となる。
  - 3月16日：この日に公布された琉球列島米国民政府布令第百四十四号「刑法並びに訴訟手続法典」の第二部罪・第一章定義の九（すなわち二、一、九）において「本法にいう「全琉球列島領域」とは、左記境界内のすべての土地、岩石、岩礁、砂洲及び海をいう。北緯二十八度・東経百二十四度四十分の点を起点として北緯二十四度・東経百二十二度の点北緯二十四度・東経百三十三度の点北緯二十七度・東経百三十一度五十分の点北緯二十七度・東経百二十八度十八分の点及び北緯二十八度・東経百二十八度十八分の点を経て起点に至る。」としており、尖閣諸島はこの境界内にあるため全琉球列島領域に含まれている[66][67]。
- 1958年11月：北京の地図出版社、『世界地図集』発行。尖閣諸島を日本領として扱い「尖閣群島」と日本名で表記。
  - これに対して人民日報の特約論説員の劉江永は2012年9月6日付けの人民日報の中で「この地図帳の扉ページには『中国の一部国境線は[1937年の]抗日戦争前の申報の地図に基づき作成した』と明記してある。よってこの地図は[1958年]当時の中国の立場を代表したものではない。1956年に中華人民共和国地図に基づき作成された『世界分国図』の日本の版図には、いわゆる『尖閣諸島』は含まれていない。」と反論した[68]。
- 1960年：新日米安保条約が発効。
- 1963年5月：アホウドリの生息調査団が尖閣諸島を調査。アホウドリは居なかったが海鳥の楽園であるとともに、台湾漁民が多数不法停泊していることが明らかになる。
- 1965年10月：中華民国国防研究院、『世界地図集第1冊東亜諸国』初版出版。尖閣諸島を日本領として扱い「尖閣群島」と日本名で表記[69]。

## 1968年「領土問題」発生から1999年まで
- 1968年
  - 6月：5年ぶりに環境調査が行われたが、中華民国(台湾)漁民による乱獲で海鳥が激減していたことが判明。
  - 8月12日：中華民国のサルベージ業者が南小島で沈没船解体作業を琉球政府の入域許可を得ず行っていたことが発覚。退去させられたうえに、再度入域許可を得た上で残りの作業を続けたが、この措置に対し中華人民共和国側および中華民国側から抗議はなかった。
  - 10月6日：中華民国最大紙『聯合報』が記事「琉球尖閣諸島 我国の漁船操業禁止[70]」を掲載。
  - 10月12日 - 11月29日：日本、中華民国、大韓民国の海洋専門家が国連アジア極東経済委員会（ECAFE）の協力の下に東シナ海一帯の海底を学術調査。海中放電（スパーク）の衝撃を震源にした地震探査法での簡易的な海底調査の結果、「東シナ海の大陸棚には、石油資源が埋蔵されている可能性がある」ことが指摘される。ただし後の1994年の調査では埋蔵量が予想より少ない事が発表された。現在では尖閣諸島周辺にはイラクの原油の推定埋蔵量の1125億バレルに匹敵する、1000億バレル以上の埋蔵量があることがほぼ確実とされている。[要出典]
- 1969年
  - 5月：中華民国当局は付近海域の石油採掘権をアメリカのガルフ社に与えると共に、「青天白日旗」を尖閣諸島・魚釣島に掲揚し、その写真を世界中の通信社に配信した。
  - 5月10日〜5月11日：琉球政府が石垣市に命じて魚釣島、北小島、南小島、大正島、久場島の5つの島に標杭を建てる[71][72]。
  - 中華人民共和国が、中国共産党が現在主張している「釣魚台」という呼称ではなく、日本が過去に使ってきた「尖閣群島」と明記した地図を発行する。尖閣群島には魚釣島から赤尾嶼まで含まれる[73]。
  - 7月11日：朝日新聞那覇支局のカメラマンが撮影した尖閣諸島北小島に不法停泊している中華民国(台湾)漁船と漁民の写真が掲載[74]。
- 1970年
  - 1月：中華民国の国定教科書「国民中学地理科教科書第4冊」[75] で、尖閣諸島は日本領として「尖閣群島」という日本名で表記。
  - 7月：中華民国(台湾)籍船外国人の不法上陸や密漁に悩まされていた琉球政府は、出入管理庁の人員ら22名を米軍の支援を受けて尖閣諸島へ送り、違反事件の調査を行った。また、以前から検討されていた不法侵入に対する警告版（領域表示板）を、琉球列島米国高等弁務官の命により琉球政府法務局出入管理庁警備課が7月8日から13日にかけて、魚釣島と北小島に2ヶ所ずつ、南小島と大正島と久場島に1ヶ所ずつ、計5島7ヶ所に建てる。警告版（領域表示板）には、それぞれ英語・中国語・日本語で「警告 此の島を含む琉球列島のいかなる島又はその領海に琉球列島住民以外の者が無害通行の場合を除き、入域すると告訴される。但し琉球列島米国高等弁務官により許可された場合はその限りでない。琉球列島米国高等弁務官の命による 琉球政府建立す」と書かれている。[72][76][77][78][79][80]
  - 8月31日：琉球政府立法院が尖閣諸島の領有権を主張する中華民国に抗議したうえで、その主張を放棄させるようアメリカ政府と日本政府に対し「尖閣列島の領土権防衛に関する要請決議」、決議第十二号、決議第十三号を採択[3][61][64][81][82][83][84]。
  - 9月：琉球政府は警察本部の救難艇「ちとせ」を尖閣諸島に派遣し、魚釣島に掲揚されていた青天白日旗を撤去。米国民政府に保管[85]。
  - 9月10日：アメリカのロバート・マクロスキー国務省報道官は「対日平和条約第3条によれば、米国は「南西諸島」に対し施政権を有している。当該条約中のこの言葉は、第二次世界大戦終了時に日本の統治下にあって、かつ、同条約中ほかに特別の言及がなされていない、北緯29度以南のすべての島を指すものである。平和条約中におけるこの言葉は、尖閣諸島を含むものであることが意図された。当該条約によって、米国政府は琉球列島の一部として尖閣諸島に対し施政権を有しているが、琉球列島に対する潜在主権は日本にあるものとみなしている。」としたうえで、「主権の対立がある場合には、右は関係当事者間で解決さるべき事柄であると考える。」と述べる[86]。
  - 同日 : 琉球政府は「尖閣列島の領有権および大陸棚資源の開発権に関する主張」という声明を発表[3]。
  - 9月17日：琉球政府は、「尖閣列島の領土権について」と題して[3] 尖閣列島の領土権に関する声明（琉球政府声明）を発表する[61][82][87]。
- 1971年
  - 1月29日：アメリカ合衆国サンフランシスコで中国人留学生らが尖閣諸島は中国固有の領土であると主張するデモを決行。後に全米だけでなく世界中の中国人社会にも広がり、「保釣運動」へと発展した。
  - 3月15日：中華民国（台湾）がアメリカ合衆国政府に対し、同日付の国務省宛て文書の中で、尖閣諸島を日本への沖縄返還から除外し、中華民国（台湾）の主権下に置くことを要求[88]。
  - 6月11日：中華民国（台湾）が尖閣諸島の領有権を主張。
  - 6月17日：沖縄返還協定に調印[89]。また、沖縄返還協定に付随している「合意された議事録」において、「第1条に関し、同条2に定義する領土は、日本国との平和条約第3条の規定に基づくアメリカ合衆国の施政の下にある領土であり、1953年12月25日付けの民政府布告第27号に指定されているとおり、次の座標の各点を順次に結ぶ直線によつて囲まれる区域内にあるすべての島、小島、環礁及び岩礁である。北緯28度東経124度40分北緯24度東経122度北緯24度東経133度北緯27度東経131度50分北緯27度東経128度18分北緯28度東経128度18分北緯28度東経124度40分」としており、尖閣諸島はこの区域内にあるため、沖縄返還協定の第1条の2に定義する領土に含まれている[89][90][91][92][93]。なお、この沖縄返還協定の返還領域に関する表現について、尖閣諸島での紛争に巻き込まれたくないアメリカ側は、日本側が主張する経緯度線で返還領域を示す方法に難色を示し、「奄美返還協定の対象地域を除く北緯29度以南の南西諸島」と表現する案を示していたが、最終的に、日本側が尖閣諸島の地名及び沖縄返還協定本文での返還領域掲載を譲ったうえで、沖縄返還協定付随の合意議事録に経緯度線で返還領域を示すことでアメリカ側と合意している[94][95][96]。
  - 9月 : 国士舘大学助教授奥原敏雄(国際法)が雑誌『中国』1971年9月号に「尖閣列島の領有権と『明報』の論文」を発表[3]。
  - 12月30日：中華人民共和国が尖閣諸島の領有権を主張。同国外交部声明で「早くも明代に、これらの島嶼はすでに中国の海上防衛区域にふくまれて」いたと発表した[3]。
- 1972年
  - 3月3日：琉球政府立法院において、「尖閣列島の領土権問題に関する琉球政府立法院決議」、決議第三号と決議第四号を採択[64][97]。
  - 3月8日：日本国外務省は「尖閣諸島の領有権問題について」と題した政府見解を発表[98][99]。
  - 3月20日 : 朝日新聞は社説で「尖閣列島の存在は、すでに十四世紀の後半には知られており、琉球や中国の古文書には、船舶の航路目標として、その存在が記録されている。だが尖閣列島を自国の領土として明示した記録は、これらの文献には見当らず、領土の帰属を争う余地なく証明するような歴史的事実もない」と発表[3]。
  - 3月30日 : 日本共産党が「明国や清国が、尖閣列島の領有を国際的にあきらかにしたこともない」と見解を発表[3]。
  - 5月15日：沖縄返還協定が発効。琉球が日本に返還され、再び沖縄県となる。
  - 7月28日：日中国交正常化交渉の一環として北京で行われた竹入義勝衆議院議員と周恩来国務院総理との会談の中で、周恩来が「尖閣列島の問題に関心がなかった」としたうえで、「石油の問題で歴史学者が問題にした」と述べ、中国が尖閣諸島の領有権を主張し始めたのは、付近に眠る石油資源が目当てだったことを認めている[100][101]。この件は、2010年9月30日に行われた衆議院予算委員会の尖閣諸島中国漁船衝突事件に関する集中審議で取り上げられている（質問者は富田茂之衆議院議員。）[102][103]。この周恩来の発言は、日本政府の「中華人民共和国政府の場合も台湾当局の場合も1970年後半東シナ海大陸棚の石油開発の動きが表面化するに及びはじめて尖閣諸島の領有権を問題とするに至ったものです。」とする主張を証明するものである[104]。なお、この会談を記録した中国側の資料では、会談内容が省略されているため「石油の問題で歴史学者が問題にした」に関する部分が記載されていない[105][106]。
  - 9月27日：日中国交正常化交渉のため中国を訪問した田中角栄内閣総理大臣と周恩来国務院総理との第三回首脳会談の中で、田中角栄が尖閣諸島について問うと、周恩来は「尖閣諸島問題については、今回は話したくない。今、これを話すのはよくない。石油が出るから、これが問題になった。石油が出なければ、台湾も米国も問題にしない。」と述べており、同年7月28日に続いて石油を問題視する発言をしている[107][108][109][110]。
  - 9月29日：日中共同声明により日中国交正常化。日本と中国共産党率いる中華人民共和国とが国交を結び、日中共同声明に基づきそれまで国交のあった中華民国には断交を通告。
  - 10月：日本の歴史家である井上清が著書『「尖閣」列島--釣魚諸島の史的解明』(現代評論社)を発表。中国は歴史的に尖閣諸島を認識しており、日本の「無主地先占」に基づく領有は国際法的に無効と主張した[111]。のちに原田禹雄らは井上の史料解釈が杜撰であったと指摘した[9]。
- 1978年
  - 4月：約100隻の中国漁船が尖閣諸島に接近し、領海侵犯、領海内操業を行う。
  - 5月11日：日本の政治団体「大日本赤誠会」の「尖閣諸島領有決死隊」が海上保安庁の制止を振り切り、戦後初めて領有権を主張して上陸。日章旗を掲揚。
  - 8月12日：日本の政治団体「日本青年社」が魚釣島に灯台を建設。
  - 10月23日：日中平和友好条約の批准書交換のため訪日していた中国の鄧小平国務院常務副総理は、日本記者クラブで行われた会見の席上で、「尖閣諸島を中国では釣魚島と呼ぶ。名前からして違う。確かに尖閣諸島の領有問題については中日間双方に食い違いがある。国交正常化の際、両国はこれに触れないと約束した。今回、平和友好条約交渉でも同じように触れないことで一致した。中国人の知恵からしてこういう方法しか考えられない、というのは、この問題に触れるとはっきり言えなくなる。こういう問題は一時棚上げしても構わない、次の世代は我々より、もっと知恵があるだろう。皆が受け入れられるいい解決方法を見出せるだろう」と述べる。
- 1979年5月17日：海上保安庁は、魚釣島に仮設ヘリポートを設置するため、第一管区海上保安本部釧路海上保安署所属の巡視船「そうや」を派遣。仮設ヘリポートについては後に中華人民共和国の抗議があり、日本国政府が独自に撤去した。
- 1988年：日本青年社が灯台設置10周年を記念し、魚釣島の灯台を新調。航路標識法に基づく正式な灯台として認可するよう海上保安庁第十一管区海上保安本部に申請書を提出し、受理される。
- 1990年8月：台湾聖火リレー船領海侵犯事件 - 尖閣諸島の領有権を主張するために、「台湾地区スポーツ大会」の聖火リレーを行っていた台湾船2隻が、魚釣島周囲の領海を侵犯。

### 中国が自国法に領土主張を初記載
- 1992年2月25日：中華人民共和国が、領海法制定。国家海洋局が1990年4月に提起した領海法(草案)で尖閣諸島を含めなていかったが、1992年の実案では、人民解放軍の主張を呑み、釣魚列島（尖閣諸島）が自国領であると記載。自国法にて、尖閣諸島が領土だと記載された初の法律となった[112]。これにより、中国側が存在したと主張している「棚上げ合意」が反故にされたとする見方もある[113][114]。
- 1994年近代的地震探査の結果を踏まえ68年、69年頃の調査の結果を見直し経済産業省の石油審議会開発部会がまとめたところによると、日中中間線（日本側主張のライン）の日本側で、究極可採埋蔵量が5.18億キロリットル（32.6億バレル）と公表され、当初の見込みである1000億バレルより大幅に減少した。
- 1996年
  - 日本青年社、北小島に第二灯台を建設。日本政府に海図への記載を求める。中国政府は日本政府に圧力をかけ、海図への記載を止めさせた。
  - 7月：国連海洋法条約発効。日本政府は排他的経済水域を設定。
  - 9月26日：香港から出港した抗議船が領海侵犯し活動家数名が海に飛び込み、1人（陳毓祥）が溺死する。
  - 10月：台湾・香港の活動家等が乗船する小型船41隻が領海侵犯。4人が魚釣島に不法上陸。
- 1997年
  - 5月6日：新進党（当時）衆議院議員西村眞悟が国会議員で初めて上陸・視察。
  - 5月：30隻の台湾抗議船等が尖閣諸島に接近し、そのうち3隻の抗議船が警告を無視して領海侵犯。
  - 7月：1隻の台湾抗議船が尖閣諸島の領海侵犯。日本の海上保安庁により領海外へ退去させられる。
- 1998年6月：香港と台湾の抗議船6隻が尖閣諸島領海付近に接近。うち香港の抗議船「釣魚台号」と同船から降ろされたゴムボートが領海侵犯。その後、領海外に退去させられた釣魚台号は、遭難信号を発信し、乗員は付近の台湾抗議船および日本の海上保安庁の巡視船に救助された。釣魚台号には人為的原因によると思われる浸水が発生しており、海上保安官が応急的な漏水防止措置などを施したものの魚釣島付近海域で沈没。

## 2000年代
- 2001年5月：日本の「日本人の会」のメンバーが尖閣に上陸した。同会は西村眞悟が顧問で、「建国義勇軍」を名乗る団体でもあったことが後に確認される。
- 2002年
  - 4月1日：日本政府は埼玉県在住の地権者（栗原家）と魚釣島、北小島、南小島を年間賃貸料計約2450万円で賃借契約を結ぶ。
  - 9月16日：沖縄タイムスのインタビューで、李登輝元台湾総統は尖閣諸島について、「尖閣諸島の領土は、沖縄に所属しており、結局日本の領土である。中国が、いくら領土権を主張しても証拠がない。国際法的にみて、何に依拠するのかが明確でない。国際法的な根拠「中国の領土権」があって、第二に「兵隊が駐屯した事実」がないと、領土権をうんぬんする資格はない。」と述べる。これに対し台湾、中国、香港の報道機関などは猛反発した[115][116]。
  - 10月20日：李登輝元台湾総統は台湾での研討会において、「一九七〇年に、海底油田説が浮上してから、この島をめぐる争いが始まった。清朝は「台湾」を日本に譲渡した時、釣魚台はその範囲に含まれておらず、当時の地図を見てもこのことは明らかである。釣魚台はもともと琉球王国の中山王の土地であり、琉球王国は中国明朝の一部ではない。琉球は現在、日本の県であるから、どこに領土権があるかは明らかだ。」と述べたうえで、「台湾にあるのは漁業権のみ」と主張する[116]。
- 2003年12月26日：廈門市で開催された全世界華人保釣フォーラムにて「中国民間保釣連合会」結成を決定。
- 2004年
  - 1月: 台湾当局が魚釣島を土地登記 (4月に判明)。
  - 1月15日：中国の民間団体「中国民間保釣聯合会」などの抗議船2隻が領海侵犯し、魚釣島から約3海里の地点（東経123度17分、北緯25度40分）で20個の石碑を海に沈める[117]。
  - 3月24日：日本の海上保安庁の警備の隙を突いて中国人活動家7名が領海侵犯し魚釣島に不法上陸したが、沖縄県警察本部は全員を出入国管理及び難民認定法違反（不法入国）の現行犯で逮捕。上陸した活動家などが逮捕されたのはこれが初めてである。
  - 3月24日：アメリカのアダム・エレリ国務省副報道官が「尖閣諸島に日米安保条約が適用される」との見解を表明。
  - 3月26日：出入国管理法違反で逮捕されていた7名の中国人活動家が強制退去処分となる。
  - 3月30日：例年行われていた対中円借款の交換公文署名式を中国外務次官・王毅が当日になって突然欠席。日本の外務省幹部は不快感を示しながらも「（中国人活動家の逮捕をきっかけに高まっている）国内の反日世論に配慮せざるを得ないのだろう」とコメントした（注：対中円借款の交換公文署名式は日本の援助に対して中国が公式に感謝を表明する唯一の場）。同日、衆議院安全保障委員会は、尖閣諸島への中国人の不法上陸事件を受けて、政府に警戒・警備で万全の対策を求める「我が国の領土保全に関する件」と題する決議を全会一致で可決。
  - 4月15日 ：台湾当局がこの年1月、魚釣島を土地登記していたことが明らかになる。
  - 11月10日 : 漢級原子力潜水艦領海侵犯事件が発生。中国人民解放軍海軍の漢型原子力潜水艦が石垣島周辺海域を領海侵犯した。日本政府は海上警備行動を発令。
- 2005年
  - 2月9日：日本青年社が魚釣島に建設した灯台を、所有権放棄に伴い日本政府が国有化、海上保安庁が保守・管理すると発表。
  - 7月：台湾の巡視船が2回にわたり、尖閣諸島から12海里以内の海域に入り、海上保安庁の巡視船と対峙した。日本側は「領海侵犯」にあたるとして抗議。台湾側は「台湾漁船を保護するため当然の行為」と反論した[118]。
- 2006年：第164回国会行政監視委員会で、政府参考人細野哲弘氏が、付近海域の石油資源究極可採埋蔵量は約5億キロリットル（31.4億バレル）と答弁する。
- 2007年10月28日：中国の「保釣（釣魚島防衛）行動委員会」の抗議船が領海侵犯、海上保安庁の警告で引き返す。
- 2008年
  - 6月10日：領海侵犯した台湾の遊漁船「聯合号」に海上保安庁の巡視船「こしき」が衝突し、聯合号が沈没する聯合号事件が発生。台湾の一部から反日世論が沸騰し、数日後に台湾の巡視船など4隻が尖閣諸島沖の領海を侵犯、海保巡視船とにらみ合い、駐日代表を召還させる措置をとった。劉兆玄行政院長も立法院（議会）の答弁で、立法委員（議員）の追及に応える形で「最終手段としての軍艦派遣も排除できない」とした。日本側が海保巡視船の過失を認め謝罪を表明し、同年12月、3000万円相当の賠償で和解が成立。
  - 9月24日：沖縄に訪問中の李登輝元台湾総統が「尖閣諸島は日本の領土」と発言。台湾政府はこれを個人的見解と一蹴[119]。
  - 11月9日：台湾で尖閣諸島の領有権を主張する団体中華保釣協会が設立。中国や在外華僑の反日活動家と連携するとみられている。
  - 12月8日：中国国家海洋局所属の海洋調査船「海監46号、海監51号」2隻が初めて、尖閣諸島付近の日本領海内を約9時間半にわたって侵犯した（尖閣諸島領海内侵入事案）[120]。翌日、中国国家海洋局海監総隊の孫書賢副隊長が「中国も（主張するだけでなく）管轄海域内で存在感を示し、有効な管轄を実現しなければならない」と述べ、海洋調査活動を強化する方針を示した。翌年2月16日には、国家海洋局の孫志輝局長が「実際の行動で中国の立場を示した」と述べ、中国の主権を主張する目的で侵入したことを明らかにしている。
  - 12月9日：訪日中の呉伯雄国民党主席が尖閣諸島付近の共同資源開発を改めて提案。中国の海洋調査活動について「問題を複雑化する」と牽制。
  - 12月19日：12月8日の尖閣諸島沖の日本領海に中国の海洋調査船が侵入した問題で沖縄県議会が「尖閣諸島は沖縄・石垣市に属する、我が国固有の領土である」として中国政府に抗議する決議を全会一致で採択[121]。
- 2009年
  - 2月1日：海上保安庁が尖閣諸島周辺の監視態勢強化のため、PLH型巡視船を常駐化[122]。報道から約1週間後、中国外交部当局者が北京の日本大使館に「日本が行動をエスカレートさせれば、中国は強硬な反応を示さざるを得ない」と抗議。
  - 4月3日：石垣市の大浜長照市長が地方税の調査を行う目的のために尖閣諸島への上陸を求める書簡を中曽根弘文外務大臣あてに申請[123]。同月8日、政府は上陸を認めない方針を示す[124]。

## 2010年代

### 2010-11年
- 2010年

- - 5月27日：石原慎太郎東京都知事の尖閣諸島に関する発言に対し、鳩山由紀夫首相は「日中の間で衝突があったとき、アメリカは安保条約の立場で行動する。しかし（尖閣諸島の）帰属問題は日中当事者同士で議論して結論を出す、と私は理解をしている」と述べる[125]。翌28日、岡田克也外務大臣が「尖閣に日本の領土問題はない。議論の余地はない」と述べ、鳩山発言を修正した[126]。
  - 8月16日：アメリカのフィリップ・クローリー国務次官補（広報担当）は「尖閣諸島は日本の施政下にある」「日米安保条約5条は、日本の施政下にある領域に適用される」としたうえで、「条約が尖閣諸島に適用されるかと問われれば、そうだ」と述べる[127]。
  - 9月7日午前、中国漁船が日本の領海を侵犯して沖縄県尖閣諸島付近で操業中、日本の海上保安庁の巡視船が発見。停船を勧告するもそれを無視して漁船は逃走。逃走時に海上保安庁の巡視船に衝突を繰り返し、巡視船2隻を破損。同漁船の船長を公務執行妨害で逮捕するという事件が起きる[128][注釈 4]。

以降、中国漁業監視船が尖閣諸島周辺海域を徘徊する事案が5回（のべ11隻）発生した。
- 9月13日：中華民国行政院海岸巡防署は巡防船12隻を派遣、台湾の抗議船を保護。しかし海上保安庁の艦船と双方が対峙したうえ、海岸巡防署の官吏が日本側に対して領土声明を発表した。この時台湾の抗議船がEEZ内まで侵入したことに対して台湾政府は「民間の自発的行動」と表明した。
- 9月18日：中国国内4都市で数百人規模の反日デモ。
- 9月23日：ニューヨークでのヒラリー・クリントン米国務長官と前原誠司外務大臣の会談の中で、クリントン国務長官は尖閣諸島中国漁船衝突事件に関する日本側の対応に理解を示したうえで、「尖閣諸島には、日米安保条約5条が適用される」と述べる。
- 9月24日：公務執行妨害の疑いで逮捕した中国人船長を処分保留のまま釈放すると発表。船長は25日未明に釈放された。民主党、岡田克也（幹事長）は「政治的な介入はしておらず、検察がみずからの判断で行った。」と政治責任問題を回避する発言に終始する。この間にも中国の漁船（工作船とおぼしき船を含む）は20隻以上、日本の領海である沖縄県尖閣諸島付近に入り込んでいるが、日本政府は特に対応を行っていない。
- 9月25日：中国政府が中国人船長逮捕に関して日本に謝罪と賠償を要求。菅直人首相は26日、「尖閣はわが国固有の領土だ。そういう観点から賠償は考えられず、全く応じられない」と拒否する考えを示した。

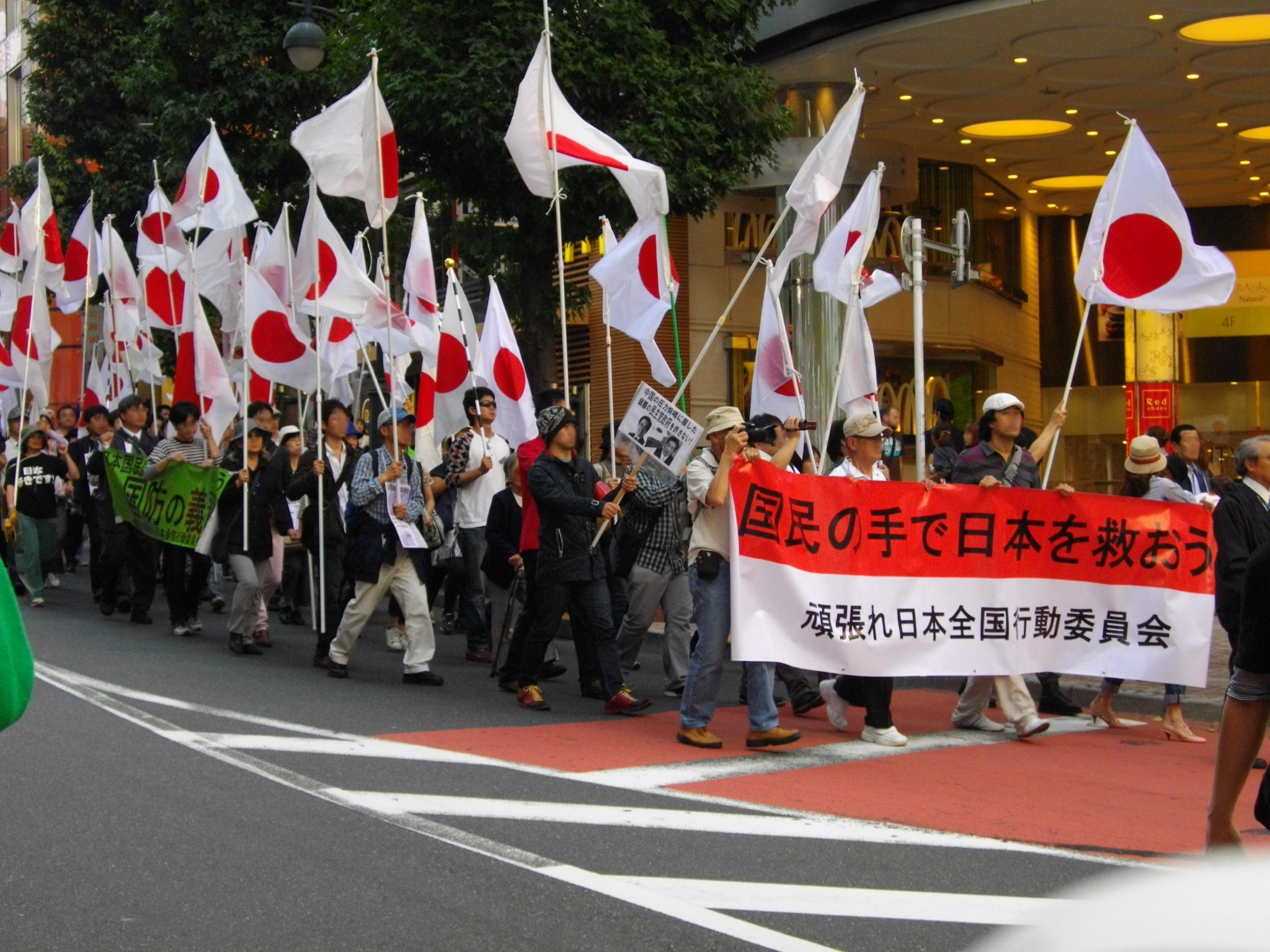
「10.2中国の尖閣諸島侵略糾弾！全国国民統一行動」

- 9月27日：中国側は、これまで不定期だった尖閣諸島付近での漁業監視船による巡視を日常的に行う方針を示す。
- 9月28日：アメリカのウォレス・グレグソン国防次官補が尖閣諸島中国漁船衝突事件に関し「日本政府の立場を全面的に支持する」としたうえで、尖閣諸島について「1972年の沖縄返還の際、沖縄県とともに日本に返還したのが事実だ」と述べる。
- 10月2日：尖閣諸島中国漁船衝突事件を巡り、中国への抗議および日本政府の対応に対して日本で東京など7都市でデモが行われた。渋谷でのデモは頑張れ日本!全国行動委員会が主催し、参加者は2,700人。海外メディアでは「日本では珍しい大規模デモ」として大きく扱われた。日本国内では、ジェイ・キャストや日本文化チャンネル桜などのインターネットメディアによって報じられたが、大手の国内報道機関は一切報道を行わなかった。
- 10月4日：中山義隆石垣市長を始めとする石垣市議団と竹富町町長が尖閣防衛を訴えるために上京し複数の省庁を回ったが、総務大臣以外は応対しなかった。石垣市議団は石破茂元防衛大臣や沖縄選出の島尻議員らと東京で上陸許可と防衛を訴える街頭演説を行った。
- 10月9日：超党派による「国家主権と国益を守るために行動する議員連盟」の座長原口一博と、藤田幸久、河井克行、柿沢未途の4人が民間チャーター機で尖閣諸島を上空から視察した。
- 10月15日：アメリカ国務省で行われた安倍晋三元首相とジェイムズ・スタインバーグ国務副長官との会談の中で、同副長官は、紛争が尖閣諸島で発生した場合、「日米安全保障条約第5条が適用される」と述べる。
- 10月16日：2週間前に行われた、「頑張れ日本!全国行動委員会」によるデモに反発した中国人による数万人規模の大規模な反日デモが成都、鄭州、西安、杭州で発生。成都では日系デパートが襲撃された。
- 10月18日：アメリカ国防総省で行われた安倍晋三元首相らと、ミシェル・フロノイ国防次官（政策担当）とウォレス・グレグソン国防次官補 との会談の中で、フロノイ国防次官は尖閣諸島が中国に占領された場合、「日米安全保障条約第5条により日本を助ける」と述べ、尖閣諸島が日本の施政下から離れても、日米安全保障条約の適用範囲との認識を示す。
- 10月21日：前原誠司外務大臣が衆議院安全保障委員会の席上で、1978年10月23日に鄧小平副首相が表明した尖閣諸島領有権棚上げ論について、「鄧氏が一方的に言った言葉であり、日本側が合意したことではない」と述べる。
- 10月26日：日本政府は、1978年10月23日に鄧小平副首相が尖閣諸島の領有問題に触れないと両国が約束したなどと発言したことについて、「約束は存在しない」との答弁書を閣議決定する。
- 10月28日：ヒラリー・クリントン米国務長官は、ホノルルで行われた前原誠司外務大臣との会談で「はっきりあらためて言いたい。尖閣諸島は日米安保条約第5条の（適用）範囲に入る。日本国民を守る義務を重視している。」と述べ、中国は反発。
- 10月29日：ワシントンで行われた記者会見で、フィリップ・クローリー米国務次官補は、昨日のクリントン国務長官の発言に中国が反発している件について、「米国は尖閣は日米安保条約5条の範囲ととらえている」と再び述べ、同年8月16日に続いて日米安全保障条約が尖閣諸島に適用されるとの認識を示す。
- 10月30日：ハノイで行われたアメリカのヒラリー・クリントン国務長官と中国の楊潔篪外交部長との会談の中で、同年10月28日にクリントン国務長官が尖閣諸島は日米安全保障条約第5条の適用範囲だと発言したことに対し、楊外交部長は「誤った発言をすべきではない」としたうえで「高度に敏感な問題については言葉を慎み、慎重に行動するよう」と抗議した。
- 11月4日：午後9時頃、2010年9月7日に起きた尖閣諸島中国漁船衝突事件で、海上保安庁が撮影したとみられるビデオ映像がYouTubeに流出、以後ネット上で流出した映像が拡散する。これに対して、政府は国家公務員法の服務規程違反として捜査を開始し、同年11月10日、神戸市にある第五管区海上保安本部の海上保安官が映像を流出させたことを上司に名乗り出ていることが判明。これについて国家情報管理のずさんさ、国家公務員法服務規定の罰則の軽さなどの指摘がなされ、一方「なぜこれをもっと早く国民に見せなかったのか」と批判がなされた。また、国家公務員法の禁止する「秘密漏洩」に該当するのかどうか疑念が提示され、この流出を支持する国民からは海上保安庁へ「流出をさせた犯人を探さないで」等の要望が寄せられた。
- 12月10日：石垣市議の仲間均市議と箕底用一市議の2人が尖閣諸島の南小島に上陸。9日に漁船で石垣島を離れ、9日夜に南小島付近に近づき、10日午前8時50分頃に海に入り泳いで上陸し、40分ほど調査したという。今回の上陸にはフジテレビのヘリコプターも同行していた。帰港途中に海上で海上保安庁の事情聴取を受け、10日午後8時39分頃石垣島に戻る。翌11日、中国外務省は日本に抗議した。
- 12月17日：石垣市議会の12月定例会最終本会議において、尖閣諸島が1895年1月14日に閣議決定で日本領土に編入されたことに因み、1月14日を尖閣諸島開拓の日と定める「尖閣諸島開拓の日を定める条例」（提案者：仲間均市議）を可決、同日施行される。

- 2011年
  - この年、中国漁業監視船が尖閣諸島周辺海域へ9回（のべ12隻）接近した[131]。
  - 1月2日：香港の民間団体「保釣行動委員会」が、世界各国の保釣運動6団体を結集した「世界華人保釣連盟」を設立[170]。会長には台湾の「中華保釣協会」秘書長の黄錫麟が就任[171]。
  - 1月7日：アメリカ国務省で行われた前原誠司外務大臣とヒラリー・クリントン国務長官との会談の中で、尖閣諸島が日米安全保障条約の適用範囲だとの再確認がなされた[172][173]。
  - 3月2日：中国海軍のY8情報収集機とY8哨戒機の2機が尖閣諸島の北50、60キロまで接近したため、領空侵犯の恐れがあるとして自衛隊の戦闘機を緊急発進させた。領空侵犯は無かったが、防衛省は「中国軍機が日中中間線を超え尖閣諸島にここまで近づくのは初めて」としている[174]。
  - 3月7日：中国国家海洋局が東シナ海の監視活動を行っているとされるヘリコプターが、日中中間線付近で、警戒監視中の海上自衛隊護衛艦の約70メートルまで異常接近し、その周囲を1周した。また、国際慣例上、それ以上近づいてはいけないとされる距離を超えていた[175]。
  - 3月26日：中国国家海洋局のヘリコプター「Z9」が日中中間線付近で海上自衛隊の護衛艦「いそゆき」に異常接近し、周りを1周した[176]。
  - 4月1日：中国の海洋警備機関の中国海監所属の「Y12」プロペラ機が日中中間線の西側で海上自衛隊の護衛艦「いそゆき」に異常接近し、上空を2周した[177][178]。
  - 6月29日：午前6時45分頃、台湾の中華保釣協会の活動家2人らが乗った漁船「大發268」が、尖閣諸島付近の日本の接続水域を航行しているのを海上保安庁の巡視船が確認。漁船は巡視船に接触させようとしてきた他、航行と停船を繰り返した後、同日午前11時10分頃に接続水域を離れる[179][180]。この件に対し、日本の枝野幸男官房長官は6月29日午前に行われた記者会見の席上で、「尖閣諸島がわが国固有の領土であることは歴史的にも国際法上も疑いがない。台湾漁船が領海内に入らないように申し入れた」と述べる[181]。また同日、中国空軍のスホイ30戦闘機2機が台湾海峡の中間線を越えて、尖閣諸島から与那国島にかけて飛行したため、日本（F15戦闘機4機）と台湾が戦闘機を緊急発進させた、との報道が台湾の「蘋果日報」によって2011年8月22日になされた。台湾国防部はこれを否定、防衛省統合幕僚監部は非公表としている[182]。
  - 7月31日：午前7時25分頃、中国の海洋調査船「北斗」が、尖閣諸島魚釣島北北西約61キロ地点の日本の排他的経済水域内で、ワイヤー状のもの4本を曳いた状態で航行しているのを海上保安庁の航空機が確認。無線で調査中止を呼びかけたが返答がなく、およそ9時間後に日本の排他的経済水域から離れた[183]。
  - 8月10日：参議院沖縄及び北方問題に関する特別委員会において、江口克彦参議院議員（みんなの党）による質問に対し、枝野幸男官房長官は「尖閣諸島については、我が国が今、有効に支配をいたしております。わが国が有効に支配をしてる尖閣諸島に対して、他国が侵略をしてきたら、これは、あらゆる犠牲を払ってでも、自衛権を行使してこれを排除いたします」と述べた[184][185]。
  - 9月8日：昼頃、中国人民解放軍のY8情報収集機1機が、尖閣諸島の北100〜150キロまで近づいたため、航空自衛隊の戦闘機が緊急発進させた。日中中間線を越えたが、領空侵犯はなかった[186]。
  - 9月25日：午後5時55分頃、中国の海洋調査船「北斗」が、尖閣諸島久場島北北東121キロ地点の日本の排他的経済水域内で、ワイヤー状のもの3本を曳いた状態で航行しているのを海上保安庁の航空機が確認。事前通報で示された海域から西に約20キロ離れた海域で調査していたため、無線で警告、およそ4時間半後に事前通報で示された海域に向かった[187][188]。
  - 9月29日：午前8時50分頃、中国の海洋調査船「科学3号」が、尖閣諸島久米島北西約246キロ地点の日本の排他的経済水域内で、ワイヤー状のものを曳いた状態で航行しているのを海上保安庁の航空機が確認。事前通報で示された海域と異なる海域で調査していたため、無線で警告したが応答はなかった。同船は同日午後8時35分頃にも、尖閣諸島久場島北約45キロ地点の日本の排他的経済水域内でワイヤー状のものを曳いた状態で航行しているのを海上保安庁の巡視船が確認。事前通報で示された海域と異なる海域で調査していたため、無線で警告したところ、午後9時5分頃に事前通報で示された海域に向かった[189][190]。
  - 10月7日：午前9時5分頃、中国の海洋調査船「北斗」が、尖閣諸島大正島北約155キロ地点の日本の排他的経済水域内を航行しているのを海上保安庁の航空機が確認。事前通報で示された海域と異なる海域で調査していたため、無線で警告したが応答はなく、約2時間半後に事前通報で示された海域に向かった[191]。

### 2012年 国有化
- 2012年
  - 1月3日：午前9時半から10時頃にかけ、石垣市議ら4人が漁船で尖閣諸島魚釣島に近づきゴムボートで相次いで上陸。その後、午前11時55分頃に同島を離れ、3日夜に漁船で石垣港に到着した。これに対し、中国外務省は日本側に抗議した[192]。
  - 1月17日：日本政府が尖閣諸島周辺の4島を含む39の離島の名称を決めることについて、17日付の中国共産党機関紙、人民日報の記事は「釣魚島と周辺諸島に命名する企ては公然と中国の核心的利益を損なう振る舞いだ」などとし、中国政府及び政府系報道機関を含め初めて尖閣諸島を核心的利益と表現した[193]。
  - 1月21日：早朝、向山好一、新藤義孝両衆議院議員と石垣市議ら8人は尖閣諸島付近の海域を漁船で訪れ、諸島や漁業活動を視察し、午後4頃石垣島に戻った[194]。
  - 3月3日：日本政府は排他的経済水域の基点で名称の無い沖縄・尖閣諸島周辺の4島を含む39の離島の名称を決定した[195]。中国国家海洋局は、尖閣諸島周辺の71島に対し中国側の標準名称を公表し、一部の島を中国の領海基点と「正式」に定めた[196][197][198]。

|    | 中国名     |
| -- | ---------- |
| 1  | 釣魚島     |
| 2  | 竜頭魚島   |
| 3  | 鯧魚島     |
| 4  | 大黄魚島   |
| 5  | 小黄魚島   |
| 6  | 金銭魚島   |
| 7  | 金銭魚西島 |
| 8  | 梅童魚島   |
| 9  | 梅童魚東島 |
| 10 | 梅童魚西島 |
| 11 | 竜王鯛島   |
| 12 | 竜王鯛西島 |
| 13 | 竜王鯛東島 |
| 14 | 竜王鯛南島 |
| 15 | 黄姑魚島   |
| 16 | 黄尾嶼     |
| 17 | 海豚島     |
| 18 | 大珠島     |
| 19 | 小珠島     |
| 20 | 上虎牙島   |
| 21 | 下虎牙島   |
| 22 | 西牛角島   |
| 23 | 東牛角島   |
| 24 | 黄牛島     |
| 25 | 牛尾島     |
| 26 | 牛蹄島     |
| 27 | 小竜島     |
| 28 | 大雁島     |
| 29 | 燕子島     |
| 30 | 刺猬島     |
| 31 | 臥蚕島     |
| 32 | 大金亀子島 |
| 33 | 小金亀子島 |
| 34 | 海亀島     |
| 35 | 海星島     |
| 36 | 海貝島     |
| 37 | 赤尾嶼     |
| 38 | 赤背北島   |
| 39 | 赤背東島   |
| 40 | 赤背西島   |
| 41 | 赤背南島   |
| 42 | 小赤尾島   |
| 43 | 赤頭島     |
| 44 | 赤冠島     |
| 45 | 赤鼻島     |
| 46 | 赤嘴島     |
| 47 | 望赤島     |
| 48 | 北小島     |
| 49 | 鳥巣島     |
| 50 | 鳥卵島     |
| 51 | 小鳥島     |
| 52 | 南小島     |
| 53 | 竜門北島   |
| 54 | 竜門島     |
| 55 | 竜門南島   |
| 56 | 臥竜島     |
| 57 | 臥竜西島   |
| 58 | 飛竜北島   |
| 59 | 飛竜島     |
| 60 | 竜珠島     |
| 61 | 飛竜南島   |
| 62 | 長竜島     |
| 63 | 金竜島     |
| 64 | 北嶼       |
| 65 | 北嶼仔島   |
| 66 | 小元宝島   |
| 67 | 飛雲島     |
| 68 | 元宝島     |
| 69 | 南嶼       |
| 70 | 飛嶼       |
| 71 | 飛仔島     |

- - 3月16日：中国国家海洋局所属の「海監50」と「海監66」が接続水域に進入し、このうち1隻が25分間に渡って領海を侵犯した[200]。
  - 3月21日：同日付の人民日報に掲載されたインタビュー記事において、中国国家海洋局の海監東海総隊責任者は、2012年3月16日に行われた尖閣諸島周辺での海洋調査船の活動について「日本の実効支配打破を目的とした定期巡視」と述べる[201]。
  - 4月16日：アメリカのヘリテージ財団を訪れていた石原慎太郎東京都知事が、東京都が魚釣島、北小島、南小島の3島を埼玉県在住の地権者から購入する方針を決めたことを発表した。購入資金として募金が呼びかけられ、9月11日の国有化直後の9月13日までに102,622 件、14億7327万円の募金が集まった[202][203]。
  - 4月19日：同日付の環球時報の記事において、台湾の李登輝元総統は「これまで何度も話しているが、尖閣諸島は日本の領土だ」とし、中国政府の領有権主張について「中華帝国覇権主義的な領土観に基づいた主張であって、かつて朝貢していた国を自分たちの領土の外周だと考えている」とした上で、中国政府が領有の根拠としている古文書について「清の光緒帝が皇太后の病気を治すため、民が尖閣諸島近海で採った薬草を使い、後に島をその民に与えたというだけで、国際法上何の根拠にもならない」と述べる[204]。
  - 5月22日：中国の王家瑞中国共産党中央対外連絡部長は、北京で行われた江田五月元参院議長との会談の中で「中国にとって釣魚島もウイグルも核心的利益だ」と述べる。同年5月3日の習近平党政治局常務委員兼国家副主席や同年5月13日の温家宝中国首相の核心的利益発言は世界ウイグル会議問題を指すとの見方があったが、中国高官が尖閣諸島を核心的利益と公言するのは初めて[205][206]。
  - 6月5日：台湾の李登輝元総統は、台湾桃園県の中央大学での講演の中で、中国の学生による尖閣諸島の帰属に関する質問に対し、「領有権は日本にある。中国固有の領土というなら、裏付けとなる証拠の提出が必要」と述べる[207]。
  - 6月9日：第1回尖閣諸島沖漁業調査、頑張れ日本!全国行動委員会メンバー、森岡洋一郎・高邑勉・下村博文など衆議院議員6人、石垣市職員1人、県外の賛同者、東京都議、八重山地域の漁業者、イギリスのフィナンシャル・タイムズなど外国メディアを含む計約120人が、9日午後9時半頃に漁船14隻に分かれ尖閣諸島へ向けて出港。翌10日に尖閣諸島周辺海域で集団漁業や海上から島の調査活動を行った[208][209]。これに対し、台湾外交部が抗議声明を出した[210]。
  - 6月26日：台湾の海巡署の巡視船が大正島の領海を侵犯した[211]。
  - 7月4日：香港に本部があり中国本土が資金源となっている世界華人保釣連盟[212] の台湾人活動家を乗せた遊魚船1隻と台湾の海岸巡防署の巡視船4隻が魚釣島の領海を侵犯し、海岸巡防署の巡視船1隻が接続水域内で海上保安庁の巡視船「みずき」と接触した。接触した台湾の巡視船の電光掲示板には日本語で「ここは中華民国領土だ」と表示されていた[213]。これについて藤村修官房長官は「領海に入ったことは絶対に認められない」と台湾を非難した。
  - 7月11日 : 中国国土資源省国家海洋局所管の海洋環境監視監測船隊(海監総隊)の孫書賢副総隊長が、「もし日本が釣魚島（尖閣諸島）問題で挑発し続けるなら、一戦も辞さない」と発言し、また南シナ海の南沙諸島問題についてベトナムやフィリピンに対しても同様に一戦も辞さないと発言した[214]。
  - 7月11日 - 7月12日：7月11日に中国の漁業監視船「漁政35001・同204・同202」の3隻が領海侵犯した。漁政は海上保安庁の退去の呼びかけに対して「妨害をするな。直ちに中国領海から離れなさい」「魚釣島を含む島嶼（とうしょ）には中国の領土である」などと返答した[215]。また翌12日にも漁政35001が領海侵犯をして徘徊した。
  - 8月16日 : 香港の保釣行動委員会らの活動家14名を乗せた抗議船「啓豊2号」が魚釣島の領海を侵犯し、このうち7名が島に上陸、島で待ち構えていた警察官と海上保安官に逮捕された。また漁船に残っていた活動家も逮捕された。中国の報復措置を恐れた民主党政権により活動家らは起訴されず、翌17日に強制送還された。尖閣諸島に中国の活動家が上陸したのは2004年以来8年ぶりとなった。この逮捕を受けて中国各地では破壊活動を伴った反日デモが繰り広げられた。
  - 8月19日 :「日本の領土を守るため行動する議員連盟」と「頑張れ日本!全国行動委員会」が一般の参加者を募って 尖閣諸島戦時遭難事件の慰霊祭を魚釣島の領海の洋上で開いた際に、日本の地方議員と頑張れ日本のメンバーらの10人が魚釣島に上陸。灯台や奈良原岳頂上の岩壁に日本国旗を掲げ、2時間程度滞在した（伊藤祐靖のみ約6時間）[216][217][218]。翌日、上陸した10人のうち5人が沖縄県警八重山署で軽犯罪法の疑いで事情聴取されたが逮捕等はなかった[219]。
  - 9月3日 : 人民日報（海外版）は、中国国家海洋局が尖閣諸島、スカボロー礁（黄岩島）と西沙諸島の周辺海域を人工衛星や航空機で遠隔監視する「海域動態監視観測管理システム」の範囲内に組み込んだと報じた[220][221]。
  - 9月11日 : 日本政府は魚釣島、北小島、南小島の3島を海上保安庁に20億5千万円で埼玉県在住の地権者から買取らせ、所有権移転登記を完了し国有化した[222]。この国有化は、石原慎太郎東京都知事の東京都による購入計画（実効支配強化のために島に様々な施設を作る）を阻止し、日本の実効支配強化が進むことへの中国の反発を抑え、尖閣諸島の「平穏かつ安定的な維持管理」を行うことを目的として行われた。この国有化に対して中国では反日感情が高まり、上海で日本人が暴行される事例が相次いだ[223]。
  - 魚釣島、北小島、南小島の国有化以降、中国公船の尖閣諸島の接続水域内入域は常態化し、荒天の日を除きほぼ毎日となった。うち、9月から12月までの領海侵入はのべ20日68隻にのぼった[224]。
  - 9月13日 : 中国政府は尖閣諸島の領海基線を記した海図を国連に提出[225][226]。
  - 9月14日 : 午前6時20分ころ「海監51」と「海監66」が大正島の領海に侵入し、午前7時5分頃には「海監50」「海監26」「海監27」「海監15」が久場島の領海に侵入した。中国の公船6隻が同時に領海侵犯するのは過去最多となる[227]。
  - 9月15日 : 日本政府による尖閣諸島3島の国有化を受けて、中国各地の50以上の都市で日中国交正常化以降最大規模となる反日デモが発生した。各地のデモ隊の一部は暴徒化し、日本大使館に投石、各地のイオン、平和堂、イズミヤ、セブンイレブンや、トヨタや日産自動車の販売店、パナソニックやミツミ電機の工場、日本料理を扱う飲食店が大規模に破壊・略奪・放火された。
  - 9月16日 : 中華人民共和国外交部は「国連大陸棚限界委員会」に排他的経済水域を日中中間線を越え沖縄トラフまでとする大陸棚自然延長の案を正式に提出すると発表[228]。
  - 9月18日 : 幸福実現党青年局長のTOKMA（トクマ）と、「薩摩志士の会」のメンバー1名が、尖閣諸島の国有化後に初めて魚釣島に上陸。慰霊碑に献花し、日章旗を掲げて慰霊を行った。
  - 9月25日 : 午前7時40分頃から11時45分頃まで台湾の漁船40隻と台湾の巡視船12隻が領海侵犯した。これを阻止しようとする海上保安庁の巡視船は放水による進路規制を行ったが、これに対抗して台湾の巡視船が海上保安庁の巡視船に向けて放水を行った[229]。
  - 11月29日 : 米上院は本会議で日米安保条約第5条に基づく適用範囲であるとした責任を再確認する」と宣言する条項を国防権限法案に追加する修正案を全会一致で可決[230][231]。
  - 12月13日 : 海監4隻が領海侵犯したうえ、国家海洋局所属の航空機1機が魚釣島を領空侵犯した。中国機の領空侵犯は史上初である。中国機は海保の巡視船の退去命令に「ここは中国の領空である」と返答した。領空侵犯を受けて航空自衛隊がF15J戦闘機8機と早期警戒機E-2Cをスクランブル発進させたが、中国機は既に領空外に飛び去った後だった[232]。
  - 12月14日 : 前日の領空侵犯に関し米国政府は中国政府に懸念を直接伝え、日米安全保障条約の適用対象であることなど、従来の方針に変更はないとも伝えたことを米国国務省は記者会見で明らかにした[233][234][235]。
  - 12月21日 : 前日20日のアメリカ下院に続いてアメリカ上院でも「2013会計年度国防権限法」が可決された。この国防権限法では「第3国のいかなる行為によっても尖閣諸島に日本の施政権が及んでいるという米国の認識は変らないこと」、「日本の施政権下にある地域が侵略される場合には日米安全保障条約が適用されること」が明記された[236]。尖閣諸島が日米安保の適用内であるということがアメリカの公文書に明記されることは初めてのことである[237]。またジム・ウェッブ上院議員（上院外交委員会委員長）が「日本の施政権が尖閣諸島に及ぶとの米国の立場が脅迫、強要、軍事的行動によってゆらぐことはない」との声明を発表した。
  - 12月27日 : 時事通信は北京の中国外務省档案館（外交史料館）が所蔵する1950年5月15日に作成された「対日和約（対日講和条約）における領土部分の問題と主張に関する要綱草案」（領土草案、計10ページ）の原文コピーを入手公表した[238]。この「領土草案」の「琉球の返還問題」の項目には「琉球は北中南の三つに分かれ、中部は沖縄諸島、南部は宮古諸島と八重山諸島（尖頭諸嶼）」という記述があり、日本名である「尖頭諸嶼」という名称を用いた上で尖閣諸島を琉球の一部に含めている。また「琉球の境界画定問題」の項目には「尖閣諸島」という言葉が明記され、「尖閣諸島を台湾に組み込むべきかどうか検討の必要がある」という文言がある。「釣魚島」の文言はない。これは少なくとも1950年の段階では、中国政府が尖閣諸島を台湾の一部ではなく琉球の一部と考えていたことを示している。またこの領土草案は2012年12月時点には非公開とされる。
  - 12月29日 : 在日中国大使館は、ホームページ上に「領土草案」に対するコメントを発表した[239]。この中で、この文書に署名がないことを言挙げ「日本側が無署名の参考資料を使って、自己の誤った立場を支えようと企てているのは、自信のなさの現れだ」「日本側がどんな小細工をしようとも、釣魚島が中国に属するという基本的事実を揺るがすことはできない」とした。中国の主要メディアは、一部のニュースサイトを除き、この問題を報じていない[240][241][242]。

### 2013-19年
- 2013年
  - この年の中国公船の尖閣諸島に付属する領海への侵入は、のべ54日188隻にのぼった[224]。
  - 1月2日 : 2012年12月20日アメリカ下院、翌21日アメリカ上院で可決された尖閣諸島が日米安全保障条約第5条の適用対象であることを明記した条文を盛り込んだ2013年会計年度国防権限法案にオバマ大統領が署名し法案が成立した。尖閣諸島の条文には「武力による威嚇や武力行使」によって問題解決を図ることに反対するとしている[243][244]。
  - 1月30日：東シナ海で中国海軍レーダー照射事件。
  - 4月23日：海監8隻が領海侵犯し、頑張れ日本!全国行動委員会のメンバーが乗り込んだ漁船10隻の内の9隻の漁を妨害した。これに対して海上保安庁の巡視船20隻以上が警戒にあたったが、漁船は海上保安庁の指示で危険を避ける為に石垣港に引き返した。中国公船の8隻同時の領海侵犯は尖閣諸島国有化以降最多であった[245]。また、これと同時に、中国の戦闘機などの軍用機延べ40機が日本の防空識別圏を侵犯し、これに対応するために航空自衛隊のF-15J戦闘機がスクランブル発進した[246]。
  - 5月3日：尖閣諸島防衛作戦を指揮する防衛省統合幕僚監部特殊作戦室長黒沢晃1等陸佐がバイクに跳ねられて死亡する[247]。事件について中国新聞網は黒沢晃を尖閣諸島防衛指揮における最高軍事幹部であると報じるとともに、日本では暗殺説が浮上した[247]。
  - 7月22日：多数に分かれていた中国の海上警備組織が新制中国海警局に統合。
  - 10月から「尖閣諸島に関する動画」を日本語版と英語版でYouTubeに掲載していた外務省は、12月、中国語版を含む9言語版を追加した[248][249]。これに対し、中国と台湾が反発した[250][251]。
  - 10月に北京で行われた日中平和友好条約35周年を記念する有識者フォーラムにおいて、唐家璇元中国外相が「尖閣諸島をめぐる日中対立の責任は、40年間の「棚上げ」を破った日本側にある」と発言[252]。
- 2014年
  - この年の中国公船の尖閣諸島に付属する領海への侵入は、のべ32日88隻にのぼった[224]。
  - 4月24日 : オバマ大統領は内閣総理大臣安倍晋三と元赤坂迎賓館で首脳会談後の共同記者会見と翌25日の共同声明で、沖縄県尖閣諸島は日米安全保障条約第5条の適用範囲内にあり、米国が対日防衛義務を負う、と米国大統領として初めて表明[253][254][255][256][257][258][259][260]。
  - 11月7日 : 日中政府間の話合いで意見の一致「日中関係の改善に向けた話合い」。その中で「3　双方は，尖閣諸島等東シナ海の海域において近年緊張状態が生じていることについて異なる見解を有していると認識し，対話と協議を通じて，情勢の悪化を防ぐとともに，危機管理メカニズムを構築し，不測の事態の発生を回避することで意見の一致をみた。」（外務省文書）

- 2015年
  - この年の中国公船の尖閣諸島に付属する領海への侵入は、のべ35日95隻にのぼった[224]。
  - 3月16日 : 日本の外務省は中国政府が1969年に発行した尖閣諸島を日本語名で表記した地図をホームページに掲載（他にも中国共産党機関紙が尖閣諸島を日本領土と示している資料等も提示）。国連アジア極東経済委員会が69年に東シナ海に石油埋蔵の可能性があるとの報告書を発表した後の71年から中国政府が領有権を主張し始め、地図もそれとともに改変してきた経緯を、中国政府自身が発行してきた地図を掲載して説明し、その主張の矛盾を指摘した[261][262]。これに対し中国政府は翌17日、「1、2枚の地図を探したところで覆せない」「必要ならば中国に属していることを示す地図を100枚、1000枚でも探し出せる」と主張した[263]。
- 2016年
  - この年の中国公船の尖閣諸島に付属する領海への侵入は、のべ36日121隻にのぼった[264]。
  - 2月：海上保安庁において専従の巡視船とジェット機による尖閣領海警備専従体制が完成。
  - 6月9日 : 中国海軍の艦船が沖縄県の尖閣諸島周辺の接続水域を航行した[265][266]。
  - 8月5日 : 中国海警局の船2隻と中国漁船6隻が同時に尖閣諸島周辺の領海に侵入[267][268]。さらに同日から8月9日にかけて約200～300隻の中国漁船が尖閣諸島周辺の接続水域で活発化、この間に日本の海上保安庁から退去警告を受けた中国漁船は延べ72隻に上り、中国公船による領海侵入は延べ27隻であった[269]。
  - 8月11日 :こうした多くの中国漁船等が特定の海域に集結した結果、尖閣周辺の公海上においてギリシャ船籍「アナンゲルカレッジ」と中国漁船「ミンシンリョウ05891」が海上衝突する事故が発生した[270]。救助信号を受けた海上保安庁の巡視船が沈没した中国漁船の乗組員6人を救助、日本側の救命行動に対して中国側は謝意を示した[271]。
- 2017年
  - この年の中国公船の尖閣諸島に付属する領海への侵入は、のべ29日108隻にのぼった[224]。
  - 2月 : 安倍首相がトランプ米大統領とワシントンで会談。尖閣への安保条約適用を確認
  - 5月12日：内閣官房領土室が平成28年度尖閣資料委託調査報告書を公表[272]。1819年に公務中の琉球王族が上陸して飲水を調査した史料を採用し、最古の上陸年代を26年引き上げた[273]。主な研究員は國吉まこも、石井望[274]。
  - 11月17日：長崎純心大学の准教授が、台湾名の「釣魚台」は尖閣とは別の島を指していたと発表[275]。
  - 11月11日：安倍首相と習近平氏が日中防衛当局間のホットライン「海空連絡メカニズム」の早期運用開始へ協議加速で一致。
  - 12月2日：中国の習近平党総書記兼中軍委主席が軍幹部の非公開会議で沖縄県・尖閣諸島について「（中国の）権益を守る軍事行動」の推進を重視する発言をしていたことが2日、中国軍の内部文献で分かった。日本の実効支配を打破する狙い。直接的な衝突は慎重に回避する構えだが、現在は海警局の巡視船が中心の尖閣周辺海域のパトロールに加え、海軍艦船や空軍機が接近してくる可能性もある[276]。
- 2018年
  - この年の中国公船の尖閣諸島に付属する領海への侵入は、のべ19日70隻にのぼった[224]。
  - 3月27日：自衛隊に「日本版海兵隊」とも言われる水陸機動団が発足。佐世保を拠点とする。
  - 7月1日：中国海警局が中国人民武装警察部隊に編入された[277]。
- 2019年
  - この年の中国公船の尖閣諸島に付属する領海への侵入は、のべ32日116隻にのぼった[224]。

## 2020年代
- 2020年
  - この年の中国公船の尖閣諸島に付属する領海への侵入は、のべ31日88隻にのぼった[224]。
  - 4月1日 : 沖縄県警に国境離島警備隊が発足[278]。
- 2021年
  - 2月1日：中国海警局に外国船舶への武器使用などを認めた改正法が施行される[279]。
  - 2月26日：日本国政府は中国が尖閣諸島に上陸した際に危害射撃をすると発表した[280]。
- 2024年
  - 8月16日：海上保安庁の巡視船が、魚釣島東岸に上陸しているメキシコ人男性を発見し、ヘリコプターでつり上げて救助、同月19日出入国管理法違反容疑で書類送検した。日本が尖閣諸島で警察権の行使し、同諸島を管轄していることを示す形となった[281]。